# Lista över evangelisk-lutherska biskopar i Norden

## Biskopar iSvenska kyrkanoch dess dotterkyrkor
- Lista över biskopar och ärkebiskopar i Uppsala
- Lista över biskopar i Skara stift
- Lista över biskopar i Linköpings stift
- Lista över biskopar i Västerås stift
- Lista över biskopar i Strängnäs stift
- Lista över biskopar i Visby stift
- Lista över biskopar i Växjö stift
- Lista över ärkebiskopar och biskopar i Lunds stift
- Lista över biskopar i Stockholms stift
- Lista över biskopar i Karlstads stift
- Lista över biskopar i Göteborgs stift
- Lista över biskopar i Härnösands stift
- Lista över biskopar i Luleå stift
- Lista över biskopar i Kalmar stift Självständigt stift 1678-1915.
- Lista över svenska biskopar i Svenska kyrkans dotterkyrkor

## Biskopar i Evangeliska-Lutherska kyrkan i Finland
- Lista över biskopar och ärkebiskopar i Åbo
- Lista över biskopar i Tammerfors stift
- Lista över biskopar i Uleåborgs stift
- Lista över biskopar i S:t Michels stift
- Lista över biskopar i Borgå stift
- Lista över biskopar i Kuopio stift
- Lista över biskopar i Lappo stift
- Lista över biskopar i Helsingfors stift
- Lista över biskopar i Esbo stift

## Stift i danska Folkekirken
- Lista över biskopar Köpenhamns stift
- Lista över biskopar i Helsingörs stift
- Lista över biskopar i Roskilde stift
- Lista över biskopar i Lolland-Falsters stift
- Lista över biskopar i Fyns stift
- Lista över biskopar i Ålborg
- Lista över biskopar i Viborgs stift, Danmark
- Lista över biskopar i Århus stift
- Lista över biskopar i Ribe stift
- Lista över biskopar i Haderslev
- Lista över biskopar i Färöarnas stift
- Lista över biskopar i Grönlands stift

## Island
- Lista över biskopar i Skálholt
- Lista över biskopar i Hólar
- Lista över biskopar på Island i modern tid

## Biskopsdömen i Norska kyrkan
- Lista över biskopar i Nord Hålogalands biskopsdöme
- Lista över biskopar i Sör Hålogalands biskopsdöme
- Lista över biskopar i Nidaros biskopsdöme
- Lista över biskopar i Möre biskopsdöme
- Lista över biskopar i Hamars biskopsdöme
- Lista över biskopar i Björgvins biskopsdöme (tidigare Selja)
- Lista över biskopar i Tunsbergs biskopsdöme
- Lista över biskopar i Oslos biskopsdöme
- Lista över biskopar i Borgs biskopsdöme
- Lista över biskopar i Agder og Telemarks biskopsdöme
- Lista över biskopar i Stavangers biskopsdöme